# Abel Lefranc

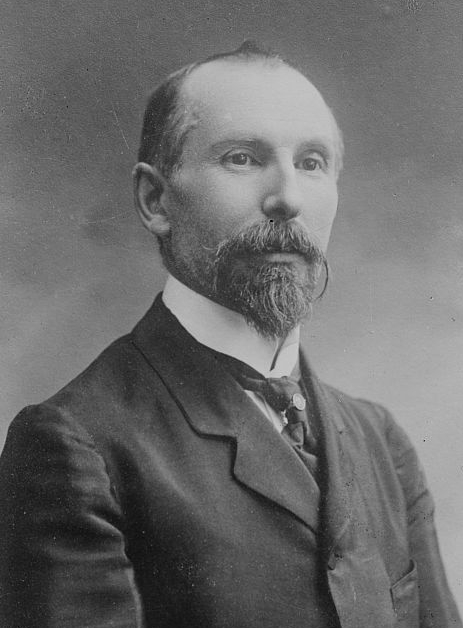
Abel Lefranc.

Abel Jules Maurice Lefranc, född 27 juli 1863 i Élincourt-Sainte-Marguerite, Picardie, död 27 november 1952, var en fransk litteraturhistoriker.
Lefranc blev 1904 professor vid Collège de France. Han var specialist på fransk renässanslitteratur, särskilt François Rabelais och grundade Société des études rabelaisiennes och tidskriften Revue du XVI:e siècle. Under Lefrancs ledning utkom från 1912 en kritisk upplaga av Rabelais verk. Bland Lefrancs arbeten märks La jeunesse de Calvin (1888), Histoire du Collège de France (1893), Les Idées réligieuses de Marguerite de Navarre (1898), Les navigations de Pantagruel (1905) och Grands écrivains français de la renaissance (1914). I Sous le masque de William Shakespeare (1918-19) försökte Lefranc visa, att William Shakespeares skådespel egentligen skrivits av William Stanley, 6:e earl av Derby.